# Jean-Bernard Ney
Pour les articles homonymes, voir Ney.
Jean-Bernard Ney, né le 6 septembre 1921 à Bettembourg et mort le 31 août 2003 à Cadaujac, est un militaire, résistant et agriculteur luxembourgeois, Compagnon de la Libération. Jeune résistant dans son pays, il se rallie à la France libre et, en tant que navigateur aérien, participe aux combats en France, aux Pays-Bas et en Allemagne.

## Biographie

### Jeunesse et engagement
Jean-Bernard Ney voit le jour le 6 septembre 1921 à Bettembourg, au Luxembourg.

### Seconde Guerre mondiale
Après l'invasion du Luxembourg en 1940, Jean-Bernard Ney ne supporte pas l'occupation allemande. Âgé de seulement 18 ans, il entre en résistance et organise l'évasion de prisonniers de guerre français et belges. Son activité est repérée par les Allemands qui l'arrêtent et le transfèrent à Trèves. Il parvient cependant à s'évader le 2 mai 1941 et retourne au Luxembourg. Tentant de passer en Espagne, il traverse la France et se fait arrêter par la garde mobile le 18 mai 1941 alors qu'il est en vue de la frontière. Emprisonné à Perpignan, il parvient à nouveau à s'évader. Les Pyrénées franchies, et après une nouvelle arrestation et trois mois de prison en Espagne, il arrive à Gibraltar d'où il embarque pour l'Angleterre,.
Malgré sa nationalité luxembourgeoise, il s'engage dans les forces aériennes françaises libres le 6 février 1942 et, après une formation de navigateur, est affecté au Groupe de bombardement Lorraine avec lequel il participe à 76 missions de bombardement au-dessus de la France et des Pays-Bas. Le 6 juin 1944, il participe au débarquement de Normandie en effectuant des missions de protection par écrans de fumée des troupes au sol. Promu sous-lieutenant, il est blessé en février 1945 lors d'un atterrissage en catastrophe, son appareil ayant été touché par la Flak. Remis sur pied, il rejoint son unité et participe à l'invasion de l'Allemagne.

### Après-Guerre
Après la guerre, Jean-Bernard Ney part pour le Congo belge pour devenir fermier et se spécialise dans l'élevage de porcs. Il revient en France en 1958 et s'installe à Boulazac,en Dordogne, pour poursuivre son activité d'agriculteur,.
Jean-Bernard Ney meurt le 31 août 2003 à Cadaujac, en Gironde. Ses cendres ont été dispersées dans son domaine de Dordogne.

## Décorations
|  |  |  |  |  |  |
|  |  |  |  |  |  |

| Officier de la Légion d'honneur | Officier de la Légion d'honneur | Officier de la Légion d'honneur | Compagnon de la Libération Par décret du 17 novembre 1945 | Compagnon de la Libération Par décret du 17 novembre 1945 | Compagnon de la Libération Par décret du 17 novembre 1945 | Croix de guerre 1939-1945 | Croix de guerre 1939-1945 | Croix de guerre 1939-1945 |
| Air Medal (États-Unis)          |                                 |                                 |                                                           |                                                           |                                                           |                           |                           |                           |